# Contea di Miner
La contea di Miner ( in inglese Miner County ) è una contea dello Stato del Dakota del Sud, negli Stati Uniti. La popolazione al censimento del 2000 era di 2 884 abitanti. Il capoluogo di contea è Howard.